# Primero estaba el mar
Primero estaba el mar es la primera novela del escritor colombiano Tomás González. Publicada originalmente en 1983 por la editorial Los papeles del goce. La publicación fue auspiciada por el bar de salsa El Goce Pagano, lugar en el que trabajó González durante la primera parte de la década de los ochenta. La obra narra de forma lineal las aventuras de una pareja antioqueña, J. y Elena, quienes viajan hasta una pequeña y modesta casa, entre la selva y el mar, ubicada en el Golfo de Urabá. La búsqueda de los personajes por un lugar tranquilo que les permita alejarse de la ciudad, terminará por llevarlos hacia un destino trágico que se anuncia desde el principio de la novela. Primero estaba el mar tuvo una divulgación muy discreta en sus primeros años y fue editada nuevamente en 1992 por la Gobernación de Antioquia. Más tarde, en 1997, la Universidad Nacional Autónoma de México publicaría una nueva edición. Pero no fue hasta el año 2001, en una publicación de la Editorial Norma, que logró cierta circulación y posterior reconocimiento. Esta ópera prima ha sido destacada, junto con el resto de la obra del escritor antioqueño, por su sencillez y cuidado estético. El crítico literario estadounidense Raymond L. Williams mencionó a González junto a los grandes narradores antioqueños, destacando la nostalgia como un sentimiento transversal en su escritura.

## Contexto
La novela fue escrita a raíz del episodio violento en el que se vio involucrado Juan Emiliano, uno de sus hermanos mayores, y quien fue asesinado en hechos confusos en su finca de Titumate, en el Urabá Antioqueño. Luego de ese asesinato, que ocurrió en 1977, González vivió en Bogotá y tuvo varios trabajos pequeños. El 1980 inició la escritura de la novela que se extendió hasta 1983, cuando llegó a El Goce Pagano, un bar de salsa en el que, además de trabajar como mesero, terminó y publicó su ópera prima. Antes de la impresión y distribución de la novela, Gonzáles viajó a Estados Unidos, en donde viviría hasta el año 2002.

## Composición
El libro, en su última edición revisada por el autor en el año 2011, está compuesto por 38 capítulos cortos. Su narración es, principalmente, lineal y desde una voz omnisciente. Eventualmente aparecen pequeños fragmentos de un diario del personaje principal y diálogos muy cortos. En el capítulo 19 aparece un narrador distinto, que cuenta la situación central de la novela a manera de carta. Tomás González utiliza un epígrafe de la cosmología Kogui, que a su vez le sirve como párrafo final:
"Primero estaba el mar. Todo estaba oscuro. No había sol, ni luna, ni gente, ni animales, ni plantas. El mar estaba en todas partes. El mar era la madre. La madre no era gente, ni nada, ni cosa alguna. Ella era el espíritu de lo que iba a venir y ella era pensamiento y memoria".
La novela tiene características propias de la tragedia, pues el destino fatal de J. está claro desde el inicio de la novela. Al respecto de su estructura Tomás Gonzáles resalta:
"La historia de Primero estaba el mar es lineal y aparentemente más sencilla que la de la mayoría de mis otras novelas, lo cual hace que llegue a un público más amplio. También está el hecho de que los acontecimientos reales que dieron origen a la novela fueron muy fuertes, sobrecogedores, por ser quienes eran las personas que los vivieron, por el lugar donde ocurrieron y por la manera como ocurrieron".

## Argumento
La novela cuenta la historia de J. y Elena. Esta pareja viaja desde Medellín hasta las costas del Urabá Antioqueño en un intento por alejarse de la ciudad y sus complicaciones
"Las virtudes de la vida tranquila del mar en contraposición a la intoxicante vida <<al pie de las chimeneas de Coltejer>>”.
El plan inicial de J. es vivir del producto natural de su finca. Busca cosechar mangos, cocos y aprovechar los terrenos para tener ganado. Pero las condiciones agrestes del entorno selvático y rural van obligándolo a desestimar sus proyectos. Sumado a esto J. pierde dinero en negocios que ha dejado en Medellín, por lo que recurre primero al comercio de mercancía al por menor en una pequeña tienda improvisada y, finalmente, a un aserradero que va tumbando la selva que, al principio, pretendía defender.
La convivencia armónica de Elena y J. se ve amenazada desde el comienzo de la historia, pero va deteriorándose aún más con el paso de los capítulos. Las convicciones de los personajes no les permiten transar con la realidad que encuentran en el mar, en la gente que allí vive y las condiciones a las que deben enfrentarse a diario. Todo esto genera una constante posición contradictoria, pues por otro lado el escenario, la exuberancia y la inmensidad del lugar hace difícil identificar una toma de posición radical frente a la situación de los personajes.
Esta situación de desorientación hace imposible que prosperen las relaciones de los personajes principales con los habitantes del lugar. Gilberto, el mayordomo; Mercedes, su esposa; Salomón, el pescador; Julio, el lanchero; todos van y vienen pero no logran establecer un vínculo estrecho con los dos protagonistas de la narración. Finalmente, y por esta misma situación de inconexión, aparece Octavio, el capataz que se pone al mando del aserradero. La aparición de Octavio se presenta como una sombra maligna, como una presencia amenazadora que desemboca en el destino trágico de J.
Elena finalmente abandona a J., quien después de un tiempo decide también regresar a Medellín para empezar de nuevo. Pero antes de poder viajar quiere arreglar asuntos precisos en la finca y ordenar algunos detalles que le permitan sacar un futuro rédito. En ese momento reaparece la figura de Octavio, que termina matando al personaje principal en medio de una discusión en la que se le reprocha a J. su desprecio e indiferencia por la vida de quienes habitan esa selva.

## Lugar en el universo literario de González
Parte de la trama de Primero estaba el mar, así como algunos de sus personajes, aparecen mencionados en la cuarta novela de Tomás González  Los caballitos del diablo, publicada por editorial Norma en el 2003 . Esta última describe la relación de J. con uno de sus hermanos, que desde Medellín y las montañas circundantes, narra tanto la muerte de J. como el sentimiento de desilusión que lleva a ambos personajes a alejarse de la ciudad. La importancia de esta relación ya ha sido reseñada por la crítica especializada. Las relaciones de los hechos reales con los ficticios son un recurso bien conocido en la obra total del escritor antioqueño, entre los que se pueden destacar la anécdota del robo del cráneo de Fernando González, filósofo, escritor y tío de Tomás. De acuerdo a las pesquisas de la prensa colombiana, la situación que se describe en la novela Los caballitos del diablo, tuvo lugar en 1973 y fue pensada y ejecutada por Juan Emiliano, hermano de Tomás e inspirador del personaje de J. en Primero estaba el mar.

## Crítica
La crítica literaria especializada ha hecho acercamientos a dos temáticas esenciales de la novela y del autor. Por un lado tenemos los estudios sobre la relación del campo y la ciudad en Primero estaba el mar. Al respecto Jaime Báez León intenta destacar una posición en el que ya no se idealiza al mar como un Locus amoenus, sino que es otro lugar problemático en el que se materializa la incapacidad de los personajes:  
"Aunque el viaje de Elena y J. al mar puede entenderse como una crítica a la vida de la ciudad, González no cae en la fácil idealización del Caribe. La crítica implícita a la ciudad que J. deja interpuesta con su búsqueda del mar tiene su contraparte en una no idealización del mar". 
Por otra parte encontramos, en este mismo texto crítico, una posición respecto a la muerte de J., y que está vinculado al fracaso en su intento de ostracismo y de colonización:  
"La muerte de J. merece una lectura cuidadosa. Al comienzo de la novela un fragmento de la cosmología Kogi funciona como epígrafe. El fragmento titula la novela y determina en parte su desarrollo. Cuando J. muere, al final, el narrador de la novela se funde con el fragmento de la cosmología Kogi. . . La novela intenta introducirse en el mundo de la cosmología Kogi; parece alimentarse de lo “trascendental”. . . De cualquier manera, no es posible afirmar que la muerte de J. adquiere algún sentido a la luz del pasaje, pues el fracaso de J. no deja de ser desolador, pese a la unión del epígrafe con el final de la narración".
En contraposición a esta postura crítica, aparece el texto de Paula Andrea Marín, De la abyección a la revuelta, en el que el episodio fatal de la novela también es analizado, pero bajo otra luz:
"En Primero estaba el mar, el individuo desaparece, su memoria se une a la memoria universal, su existencia individual se funde con el agua del mar, símbolo del origen de la vida (…); así la muerte de J. no permanece sinsentido. González (…) permite que su muerte se vincule a los procesos naturales de la vida: muerte que volverá a traer la vida. La forma que adquiere la muerte de J. como abandono del mundo, como disolución de Yo es otra crítica a la modernidad, a la prepotencia del valor de la individualidad, pero también es una estética del perdón" .
Más allá de estas críticas que se distancian la una de la otra, existe cierto acuerdo frente a la riqueza de la prosa de la novela y la carga significativa de las situaciones y personajes que se describen.